# Пойченко Михайло Іванович
Михайло Іванович Пойченко (1 листопада 1909, Фурманівка, Єлисаветградський повіт, Херсонська губернія, Російська імперія — 16 червня 1992, Київ) — радянський і український кінооператор документального кіно. Заслужений діяч мистецтв УРСР (1988). Член Спілки кінематографістів СРСР (1962).

## Біографічні відомості
Народився 1 листопада 1909 року у с. Фурманівка (нині Кіровоградської області) у селянській родині. 
У 1930 році закінчив 2 курси заочного відділення Київського робітфаку.
У 1929—1933 роках навчався на заочному відділенні операторського факультету Державного технікуму кінематографії (ДІКу).
У 1936—1940 роках — асистент-оператор, з 1941 — оператор Краснодарського корпункту Ростовської студії кінохроніки.
Фронтовий кінооператор у роки німецько-радянської війни. Оператор кіногруп Південного, Північно-Кавказького, 2-го Білоруського, 2-го Українського фронтів. Його фронтові сюжети використано у серіалі «Велика Вітчизняна війна» (1978–1980).
У 1945—1950 роках — оператор Литовської студії кінохроніки, у 1950—1957 роках — оператор Ростовської студії кінохроніки. 
Був членом Спілки кінематографістів УРСР. Нагороджений Почесною Грамотою Верховної Ради України.
Помер 16 червня 1992 року у Києві.
Михайлу Пойченку присвячено документальний фільм «Сорок років по тому» (1984; режисери: П. Гіржман, В. Шкляревський).

## Фільмографія
- «Співак народу» (1937);
- «Комсомольці» (1943);
- «Визволення Новоросійська» (1943);
- «Битва за Севастополь» (1944);
- «Кавказ» (1944);
- «Перемога на Правобережній Україні» (1944, у спіавт.; реж. О. Довженко), Ю. Сонцева, Я. Авдієнко);
- «Звільнена Чехословаччина» (1945);
- «На австрійській землі» (1946);
- «Радянська Литва» (1950);
- «Живи, Україно!» (1957, у співавт. з І. Кацманом, О. Ковальчуком, Ф. Камінським);
- «В сім'ї єдиній» (1958);
- «Україна. 1960» (1960, у співавт.);
- «Володимир Гургаль» (1961);
- «Чарівники» (1962);
- «Здрастуйте, Ганно Дмитрієвно!» (1964);
- «Кораблі не вмирають» (1965, у співавт. Перша премія зонального огляду. Ленінград, 1966);
- «Люди, смаки, час» (1968);
- «Між вільними вільна» (1970);
- «Україна, земля, люди» (1970);
- «Обличчям до вогню» (1971, Диплом Всесоюзного кінофестивалю фільмів на робітничу тему, Горький, 1972);
- «Поема про донецький край» (1974, у співавт.);
- «П'ять пісень про комуністів» (1975, Спеціальна премія журі IX Всесоюзного кінофестивалю. Фрунзе, 1976);
- «На всю широчінь душі» (1975, Почесний диплом журі XIX Міжнародного кінофестивалю. Лейпциг, 1976);
- «Місто робітничої слави» (1976);
- «Марія з Малої землі» (1980, у співавт.);
- «Головиха», «Гончар», «Без строку давності» (1981);
- «Балада про лісовий фронт» (1986);
- «Іван Франко і світова культура» (1987).

## Нагороди
Нагороджений орденами та медалями, серед яких:
- Медаль «За оборону Кавказу» (1944);
- Орден Вітчизняної війни II ступеню (09.06.1945; 06.04.1985);
- Медаль «За трудову доблесть» (1950);
- Орден «Знак Пошани» (1971);
- Орден Трудового Червоного Прапора (1981).